# Manuel Lozano Garrido
Manuel Lozano Garrido (ur. 9 sierpnia 1920 w Linares zm. 3 listopada 1971) – hiszpański błogosławiony Kościoła katolickiego.
Urodził się wielodzietnej rodzinie. W czasie hiszpańskiej wojny domowej zmarł jego ojciec. W 1942 roku, w wieku 22 lat wstąpił do armii, jednak zachorował na zapalenie rdzenia kręgowego. Wówczas zwolniono go z wojska. W ciągu kolejnego roku został całkowicie sparaliżowany, a w 1962 roku stracił wzrok. Był pisarzem i dziennikarzem, członkiem Akcji Katolickiej. Zmarł 3 listopada 1971 roku, mając 51 lat, w opinii świętości.
Został beatyfikowany przez papieża Benedykta XVI w dniu 12 czerwca 2010 roku.